# 馬諾黑文 (紐約州)
馬諾黑文（英語：Manorhaven）是位於美國紐約州拿騷縣的村。

## 人口
根據2020年美國人口普查的數據，馬諾黑文的面積為1.64平方千米，當中陸地面積為1.22平方千米，而水域面積為0.42平方千米。當地共有人口6956人，而人口密度為每平方千米4,241人。